# Coralliodrilus rugosus
Coralliodrilus rugosus är en ringmaskart som beskrevs av Erséus 1990. Coralliodrilus rugosus ingår i släktet Coralliodrilus och familjen glattmaskar. Inga underarter finns listade i Catalogue of Life.